# Dondelange
Dondelange (Luxemburgs: Dondel, Duits: Dondelingen) is een plaats in de gemeente Kehlen en het kanton Capellen in Luxemburg.
Dondelange telt 143 inwoners (2001).